# 増山均
増山 均（ましやま ひとし、1948年 - ）は、日本の社会福祉学者。前早稲田大学教授。専門は社会福祉学、社会教育学、児童文化論。児童福祉論研究の第一人者である。
栃木県宇都宮市生まれ。東京教育大学文学部哲学科卒業。東京都立大学大学院人文科学研究科社会福祉学専攻博士前期課程修了。東京都立大学大学院人文科学研究科博士後期課程単位取得満期退学。
1982年、日本福祉大学社会福祉学部教授、2001年、早稲田大学第一文学部・第二文学部教授を経て、2007年、早稲田大学文学学術院文化構想学部教授。2019年退任。主な教え子に竹原幸太、齋藤史夫、阿比留久美、森本扶がいる。

## 著書
- 『子ども組織の教育学』青木書店、1986年3月。ISBN 4250860043。全国書誌番号:86025906。
- 『地域づくりと子育てネットワーク』大月書店、1986年11月。ISBN 4272410199。全国書誌番号:87010080。
- 『子ども研究と社会教育』青木書店、1989年5月。ISBN 4250890104。全国書誌番号:89041720。
- 『「子どもの権利条約」と日本の子ども・子育て』部落問題研究所、1991年12月。ISBN 4829860510。
- 『子育て新時代の地域ネットワーク　協同と安心の子育てを求めて』大月書店、1992年8月。ISBN 4272410601。全国書誌番号:92064928。
- 『ゆとり・楽しみ・アニマシオン - 「子どもの権利条約」をスペインで考えた』労働旬報社、1994年11月。ISBN 4845103745。全国書誌番号:95014213。
- 『子どもの権利条約ゼミナール - 新しい地球人になるために』かもがわ出版、1996年3月。ISBN 4876992282。全国書誌番号:97005742。
- 『教育と福祉のための子ども観 - 市民としての子どもと社会参加』ミネルヴァ書房、1997年5月。ISBN 4623027406。全国書誌番号:98058022。
- 『子育てはあたたかくやわらかくゆったりと』柏書房、1999年11月。ISBN 4760118411。全国書誌番号:20051726。
- 『アニマシオンが子どもを育てる - 新版　ゆとり・楽しみ・アニマシオン』旬報社、2000年12月。ISBN 4845106701。全国書誌番号:20142920。
- 『子育ての知恵は竹林にあった』柏書房、2003年4月。ISBN 4760123512。全国書誌番号:20429663。
- 『かならず実る子育てのひ・み・つ　子育て支援・次世代育成の“こころ”』かもがわ出版、2004年9月。ISBN 4876998264。全国書誌番号:20677839。
- 『子育て支援のフィロソフィア - 家庭を地域にひらく子育て・親育て』自治体研究社、2009年2月。ISBN 9784880375267。全国書誌番号:21549728。
- 『「幸せに生きる力」を伸ばす子育て　日本の子ども観・子育て観を見直す』柏書房、2012年5月。ISBN 9784760141319。全国書誌番号:22140941。
- 『学童保育と子どもの放課後』新日本出版社、2015年10月。ISBN 9784406059442。全国書誌番号:22655543。
- 『アニマシオンと日本の子育て・教育・文化』本の泉社、2018年2月。ISBN 9784780716603。全国書誌番号:23026511。
- 『鈴木道太研究　教育・福祉・文化を架橋した先駆者』明誠書林、2021年3月。ISBN 9784909942111。全国書誌番号:23591743。
- 『子どもの尊さと子ども期の保障　コロナに向き合う知恵』新日本出版社、2021年9月。ISBN 9784406066273。全国書誌番号:23595879。
- 『学童保育を哲学する　子どもに必要な生活・遊び・権利保障』新日本出版社、2022年9月。ISBN 9784880377476。